# Allotropa citri
Allotropa citri är en stekelart som beskrevs av Muesebeck 1954. Allotropa citri ingår i släktet Allotropa och familjen gallmyggesteklar. Inga underarter finns listade i Catalogue of Life.